# 韋斯頓道
韋斯頓道（英語：Weston Road）是加拿大安大略省多倫多西端及約克區西部的一條南北向街道。該道路以原韋斯頓村命名，該村位於今韋斯頓道夾羅倫斯西路處附近。

## 路線概述

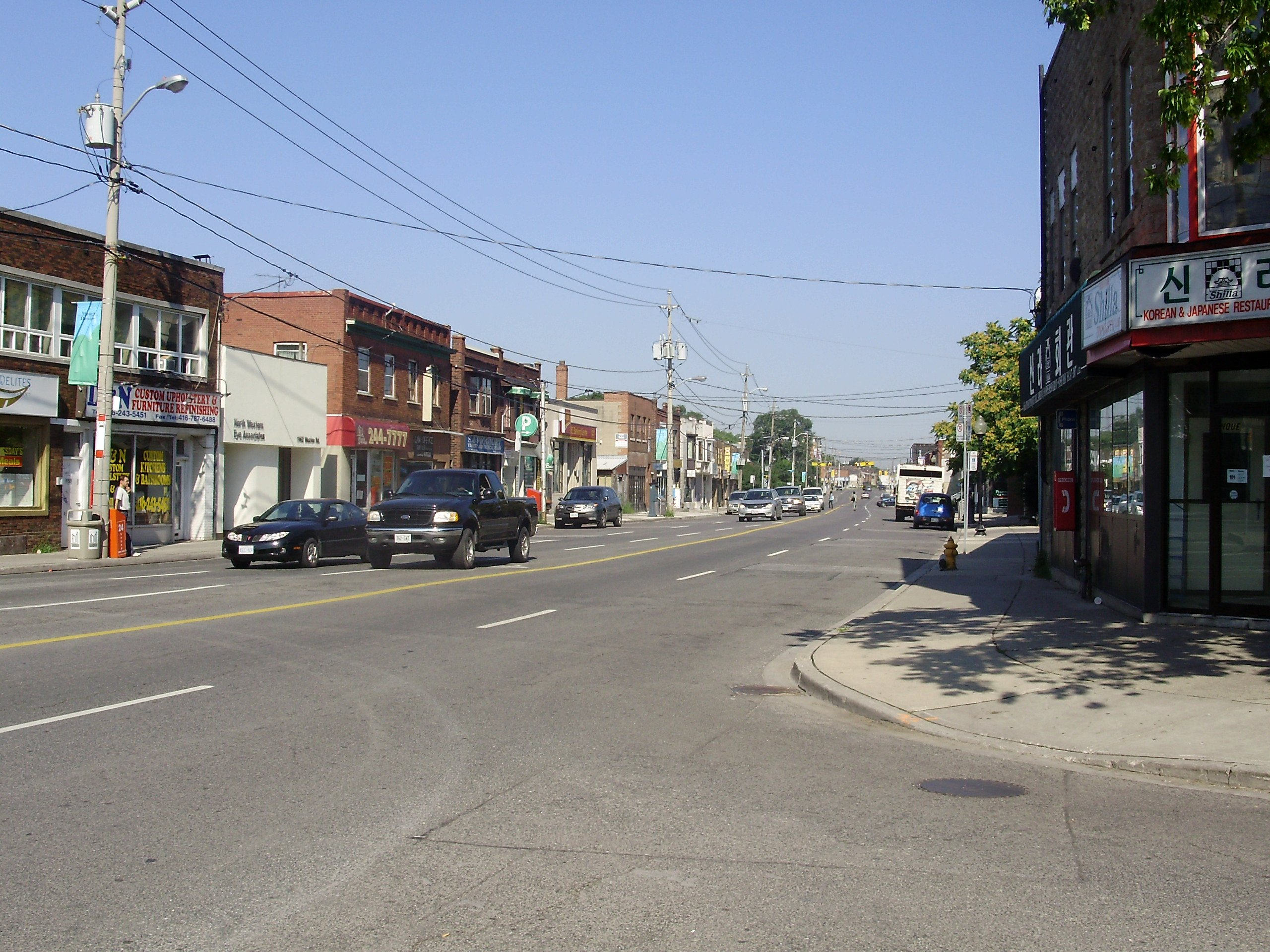
丹尼士山社區內的韋斯頓道

韋斯頓道南起聖卡拉路，對面是基爾街南段的北端。韋斯頓道最南端55米、聖卡拉路以北處，道路從其直線基線向西轉向。該路段前屬基爾街的一部分，基爾街在此處正式與其北段斷開。韋斯頓道最初始於改道處，但基爾街的這段路段於2006年被重新指定為韋斯頓道的一部分。然後，韋斯頓道沿對角線穿過主幹道網格，向西北方向延伸至401號省道，穿過艾靈頓路上的丹尼士山，以及羅倫斯路以北的韋斯頓。在401號省道以北，道路成為一條正常的網格路，與400號省道平行，通往士刁士路，最後進入約克區的旺市。
韋斯頓道的大部分路段為穿過住宅區的四車道主幹道，但北部路段主要是工業區。芬治路以南的限速為50公里/小時（30英里/小時），芬治路與士刁士路之間的限速增至60公里/小時（35英里/小時）。
韋斯頓道於夾士刁士路處進入約克區，被指定為約克56號區道。它穿過約克區西部的兩個市鎮，南邊的旺市，北邊的皇帝鎮。旺市市區限速為60公里/小時（35英里/小時），而旺市鄉郊及皇帝鎮的限速則為80公里/小時（50英里/小時）。該道路的北端盡頭位於荷蘭沼澤地的9號省道。由於未公佈限速，多倫多限速應為50公里/小時。

## 運輸
有兩條巴士線服務於韋斯頓道：89號韋斯頓線（由亞比安道到聖卡拉西路，再經基爾街到地鐵基爾站）及165號韋斯頓道北線（從士刁士西路到亞比安道，再經衛信路到達地鐵衛信站及約妙斯站）。一條特快巴士線服務於韋斯頓道：989號韋斯頓特快線（在基爾站與士刁士西路之間提供服務）。
在士刁士路以北，約克區公車局165號韋斯頓巴士線服務於韋斯頓道，從地鐵先鋒村站開往旺市的麥健時少校徑。

## 外部連結
- Google Maps of Weston Road （页面存档备份，存于）
- Google Maps of Old Weston Road （页面存档备份，存于）